# Avatar Wan
Wan (referencia en inglés a "One" como "El primero") también conocido como el Avatar Wan fue el primer avatar dentro de la línea temporal del Mundo Avatar. Creado por Michael Dante DiMartino y Bryan Konietzko es un personaje ficticio perteneciente a la serie de animación Avatar: La leyenda de Korra. se trata de un personaje secundario que hace su aparición en dos capítulos a modo de flashback para mostrar cómo surgió el Avatar. 
Es presentado como un ladrón altruista que vive en una ciudad Tortuga León. Debido a su robo se le destierra y se ve obligado a refugiarse en el bosque habitado por espíritus donde aprende a dominar el Fuego-control, una habilidad otorgada por la Tortuga León a los que se adentran en la Selva de los Espíritus. Aprende las costumbres de los espíritus y emprende un viaje por el mundo. 
En la serie es doblado por el actor Steven Yeun, famoso por tu participación en la serie The Walking Dead y Stephen Stanton (Wan anciano).
En España su doblaje lo llevó a cabo Daniel Streeter y Carlos Carvajal (Wan anciano).

## Contexto
En el Mundo Avatar el ciclo el Avatar se reencarna en un ciudadano de cada una de las cuatro naciones siguiendo el ciclo en un orden concreto, dicho ciclo de reencarnaciones parte de la historia del primer Avatar, Wan. En la serie de animación Avatar: La leyenda de Aang se desconoce los orígenes del ciclo y no hay referencia alguna a este personaje. No es hasta la serie de Avatar: La leyenda de Korra que a través de dos capítulos en los que el personaje de Korra ve el pasado que sabemos de la historia de Wan.
En estos dos capítulos los datos referentes al pasado en ambas series se ven dentro de la ambientación confirmando su presencia en la serie, como la presencia de los espíritus en el mundo terrenal en la era anterior, el origen de los animales guía y la existencia de varias ciudades Tortura León.

## Concepción
Concebido como un personaje alegre y despreocupado busca proteger y cuidar a la gente, profundamente preocupado por lo que es justo y equilibrado. Su tiempo con los espíritus le otorgó una visión más amplia del mundo y que no todos los espíritus son malos ni todos los humanos buenos. Descrito incluso por los propios personajes espíritus como un humano fuera de lo común encuentra su propósito en mantener el equilibrio entre humanos y espíritus. Se convierte en el primer Avatar debido a su conexión con el espíritu de la luz Raava. 
La selección del actor Steven Yeun como doblador para este personaje es algo que los propios creadores de la serie han desarrollado en entrevistas: "La calidad vocal y la actuación de Steve pueden variar desde un joven inocente e ingenuo, hasta un antihéroe tramposo, y hasta un héroe de acción completo", dijo Konietzko. "Y en cada toma, hizo a Wan realmente humano y relatable, a pesar del entorno mítico de su historia".

## Historia

### Primeros años
Viviendo en una ciudad en el caparazón de una Tortuga León, Wan se dedicaba a robar comida para sus amigos, todos vivían en la pobreza bajo el yugo del tirano local, el anciano Chou y su familia. Los Chou acaparaban la comida por lo que Wan ideó un plan para robar el almacén de los Chou. Se unió al grupo de caza, a estos cazadores la Tortuga León les concedía el poder sobre el elemento del fuego para protegerse en la Selva de los Espíritus. Wan regresó a la ciudad sin devolver el fuego a la Tortuga León y lo usó en un motín a la fortaleza de los Chou para conseguir la comida. Por su traición fue desterrado al bosque, sin embargo, la Tortuga León le permitió conservar el elemento del fuego para protegerse pero jamás podría regresar a la ciudad. 

### Destierro
En el tiempo que estuvo desterrado se aproximó a los espíritus aprendiendo sus costumbres e hizo un amigo, el Espíritu Aye-aye al que Wan apodó como "Mono Feo". En su estancia en la Selva de los Espíritus salvó a un gato-ciervo al que llamó Mula y que se convirtió en el primer animal guía del avatar, algo que se mantendría con cada reencarnación como se describe en Avatar: La leyenda de Aang y Avatar: La leyenda de Korra.
Los espíritus vieron a Wan protegerlos de los cazadores y lo aceptaron como uno más. Aprendió de un dragón cómo dominar el fuego de forma eficaz con movimientos basados en el estilo de Kung Fu Shaolin del Norte. Los cazadores volvieron y contaron lo sucedido, al ver que Wan había logrado sobrevivir fuera de la ciudad otros decidieron partir en busca de una vida mejor, lo cual tuvo consecuencias a posteriori.

### Viaje por el mundo
Wan decidió viajar por el mundo y encontrar otras ciudades dejando atrás la Selva de los Espíritus. En su viaje se topó con dos espíritus de gran poder que luchaban provocando la destrucción en el valle, los espíritus en cuestión eran Raava (el espíritu de la luz y el orden) y Vaatu (el espíritu de la oscuridad y el caos). Vaatu engañó a Wan para que lo liberase. Consciente de su error Wan prosiguió su camino hasta que encontró una nueva ciudad Tortuga León, esta difería de la primera puesto que levitaba y concedía a sus habitantes el poder sobre el aire. Los espíritus se vuelven malignos y atacan a los humanos por orden de Vaatu. Juntos Raava y Wan hacen frente a los espíritus oscuros hasta que Vaatu huye. Wan promete ayudar a Raava a detener a su otra mitad para compensar su error y su plan sería dominar los cuatro elementos, tarea para la que necesitaría la ayuda de Raava. Así es como se forja la promesa de restaurar el equilibrio en el mundo, tarea propia del Avatar.
Continuaron su viaje juntos mientras descubrían nuevas ciudades Tortuga León donde Wan pudo aprender un nuevo elemento hasta dominar los cuatro, Raava fue haciéndose más débil y pequeña mientras que Vaatu fue cobrando fuerza a raíz del caos que se propagaba por el mundo. Finalmente Wan se topa con los amigos de su ciudad Tortuga León que buscaban asentarse en el bosque arrasando con el fuego una parte de él algo que enfadó a los espíritus, de este conflicto Vaatu se benefició iniciando una batalla entre humanos y espíritus. Wan poseído por el espíritu de Raava fue capaz de detener el conflicto mostrando su dominio de los cuatro elementos simultáneamente. Sin embargo el conflicto se reinició al no ser posible mantener esa unión entre Raava y Wan por más tiempo. Finalmente la batalla significó una victoria para los espíritus oscuros y Raava perdió aún más poder. 
Raava le había hablado a Wan de la Convergencia armónica momento en el que debería enfrentarse a Vaatu por el destino del mundo una vez cada 10.000 años. Wan decidió acompañar a Raava hasta el lugar de la convergencia, cruzando un portal hacia el Mundo de los Espíritus.

### Convergencia armónica
En cuanto da comienzo la convergencia Wan planta cara al espíritu de la oscuridad Vaatu. Con la ayuda de Raava (ahora más débil) que posee a Wan este despliega los cuatro elementos contra Wan pero no logra detenerlo hasta que usa la energía de la convergencia para unir su alma a la de Raava para siempre, creando así al Avatar. Con el poder de los cuatro elementos encierra a Vaatu en el Árbol del Tiempo y ahí quedaría encerrado hasta la siguiente Convergencia armónica 10.000 años después en los sucesos acaecidos en el Libro 2: Espíritus en Avatar: La leyenda de Korra.

### Últimos años y reencarnación
Tras la Convergencia armónica Wan encaminó a los espíritus hacia su mundo y cerró los portales prometiendo que enseñaría a los humanos a respetar a los espíritus y a la naturaleza. Que él sería el puente entre el mundo espiritual y el mundo físico. El caos que provocó Vaatu hizo mella en el mundo y la discordia entre los humanos no cesó por lo que Wan se convirtió en un guía en busca del equilibrio entre las naciones. Sin embargo, como se puede ver en el final del capítulo 8 del Libro 2: Espíritus, Wan fallece ya anciano en un campo de batalla proclamando que a pesar de todo su esfuerzo el mal sigue presente y el desequilibrio es recurrente. Se reencarna en un nuevo maestro de los elementos (maestro del aire según el ciclo) y ello da origen al ciclo del Avatar.